# Xouthous ferrieri
Xouthous ferrieri is een eenoogkreeftjessoort uit de familie van de Pseudotachidiidae. De wetenschappelijke naam van de soort is voor het eerst geldig gepubliceerd in 1912 door T. Scott.